# Euparatettix albostriatus
Euparatettix albostriatus är en insektsart som beskrevs av Zheng, Z. och W.-a. Deng 2004. Euparatettix albostriatus ingår i släktet Euparatettix och familjen torngräshoppor. Inga underarter finns listade i Catalogue of Life.